# Dança do México
O México já possuía antes da chegada dos espanhóis, uma grande variedade de danças.
Os religiosos que evangelizaram estas terras tentaram extirpá-las por considerarem muitas delas como ritos pagãos e como encontraram uma grande resistência, tentaram modificá-las.
Os povos indígenas então que possuíam grande imaginação as modificaram mais na aparência do que em seus fundamentos, e até hoje muitos de seus passos e vestimentas remontam dos mesmos usados por seus ancestrais.
A dança mexicana é um conjunto de coreografias típicas de várias regiões do país. São danças muito ricas em melodia, ritmos e movimentos que podem ser acompanhadas não só por instrumentos mas também por canto.
O povo mexicano tem a característica de ser muito animado e gostar de uma boa festa. Lógico que a dança não ficaria de fora das comemorações tradicionais e de toda a cultura do país. Como a música no México é muito diversificada, são diversos ritmos para todos os gostos. 
Alguns ritmos não são originados no México, porém são adorados por todo o povo e a cultura Mexicana, tendo sido adotados pelo país como um ritmo tradicional. Os mais famosos e tradicionais são:
1. Danzon:Ritmo originado e muito famoso em Cuba, o Danzon se popularizou no México com  a chegada de alguns imigrantes que trouxeram o ritmo para o país. É uma dança mais romântica, muito parecida com a Valsa, mas um pouco mais animada. É comum em ocasiões mais formais e é somente dançada a dois. Muito comum na Cidade do México e dançado no popular Salón México.
2. 2. Chá-chá-chá:  Originada no méxico, dançada ao ritmo do estilo musical de mesmo nome, o Chá-chá-chá traz um ritmo mais animado à pista de dança e é muito parecido com diversas danças latino-americanas, como a salsa e a rumba, por exemplo. É uma dança mais caliente, aonde a expressão corporal é muito presente.
3. 3. Salsa;  Uma mistura de diversos ritmos latinos e mexicanos, a Salsa teve origem em Cuba na década de 40. Salsa em castelhano quer dizer tempero, e a adoção do termo quis dizer que é uma música com “sabor”. Com essas características, é claro que cairia nas graças do povo mexicano muito fácil. É uma música mais animada, muito dançante, embalando diversas noites no mundo a fora.